# Hassel – Säkra papper
Hassel – Säkra papper är en svensk TV-film från 1989.

## Handling
En småförbrytare som anmälts försvunnen hittas mördad i ett kassaskåp hos en känd bankdirektör. Under arbetet med motivet bakom mordet upptäcks att en stor andel förfalskade aktier och obligationer är i omlopp. Hassel och hans kollegor inser att det finns intressen högt upp i näringslivet som är inblandade i härvan, personer som inte drar sig för röja bort besvärliga hinder för att trygga sin ekonomiska makt...

## Om filmen
Filmen är den fjärde i Hasselserien. Den är även den av filmerna där manuset och förlagan stämmer bäst. En blunder som man gjorde i denna film är att Hassels bil verkar ha två olika bilnummer. I en scen där bilen syns bakifrån har den nr NJC 696, strax därefter så har den plötsligt sitt vanliga nummer, NXC 706.

## Rollista
- Lars-Erik Berenett - Roland Hassel
- Björn Gedda - Simon Palm
- Leif Liljeroth - Yngve Ruda
- Allan Svensson - Sune Bengtsson
- Robert Sjöblom - Pelle Pettersson
- Ingrid Janbell - Virena
- Peder Falk - Staffan Rindau
- Lauritz Falk - Konsul Villerman
- Sten Ljunggren - Erwin Axell
- Viveka Seldahl - Chris Villerman
- Peter Andersson - Lars Eriksson
- Sten Johan Hedman - Petter Hansson
- Ulf Larsson - Hjalmar Bodin
- Bert-Åke Varg - Berglund
- Jonas Cornell - Arnold Kaspersson
- Marian Gräns - Linnéa Kaspersson
- Maria Bandobranski - Aina Eriksson
- Inger Holmstrand - Banktjänsteman
- Peter Alvérus - Banktjänsteman
- Margareta Rylander - Översköterskan
- Terhi Lepokorpi - Undersköterskan
- Björn Winnerfeldt - Säkerhetsvakt
- Marianne Brinkendahl - Receptionisten
- Bengt Engberg - Arnesson